# Accertamento della morte
Con la locuzione accertamento di morte si intendono tutte le procedure medico-legali eseguite esclusivamente da personale medico per:
- effettuare la diagnosi di morte
- produrre la dichiarazione delle cause di morte
- iniziare l'autopsia
- autorizzare il prelievo di organi
- autorizzare la sepoltura

## Definizioni
La morte può essere definita "in negativo", come la privazione di tutte le proprietà biologiche dell'essere vivente.
Se si fa eccezione per i casi di devastazione fisica (decapitazione, maciullamento, ecc.), la morte non si verifica mai in modo istantaneo, ma è un processo graduale. La morte ha inizio con la cessazione irreversibile delle funzioni cardiocircolatoria, respiratoria e nervosa. Prosegue con le trasformazioni e il degrado del cadavere e termina con la distruzione completa di ogni cellula dell'organismo.
È necessario qui sottolineare che la morte è una diagnosi, e in nessun caso deve essere un giudizio prognostico.
Con la morte, la persona perde la sua capacità giuridica e diventa cadavere.

## La diagnosi di morte
È considerato errato parlare di "morte cardiaca", "respiratoria" o "cerebrale": rappresentando la morte un evento unitario, da qualsiasi punto di vista la si veda, è più corretto parlare di criteri di accertamento cardiologici, respiratori o neurologici.
Il momento centrale ai fini della diagnosi è costituito dal rilievo della cessazione di tutte le funzioni dell'encefalo (in Italia secondo la legge n.578 del 29 dicembre 1993: Norme per l'accertamento e la certificazione di morte).
Solo allora sarà del tutto inutile continuare a prestare assistenza a colui che ormai è un cadavere, a meno che non sussistano esigenze in materia di prelievo di organi.
Può accadere che un soggetto ricoverato in una unità di terapia intensiva, assistito meccanicamente nella ventilazione e con alcune funzioni d'organo vicariate, sia cerebralmente morto a causa della patologia di cui è affetto. L'assistenza delle macchine rende impossibile o prolunga di molto la sua morte clinica (arresto cardiocircolatorio) e rende necessario un accertamento della cessazione di tutte le attività dell'encefalo perché si possano sospendere le cure, ormai non più necessarie.
Le condizioni essenziali affinché un soggetto sia dichiarato morto, in presenza di attività cardiaca spontanea, sono:
- Assenza di attività elettrica della corteccia cerebrale: la misurazione va effettuata per almeno 30 minuti per 3 volte, usando la stessa striscia di carta.
- Prova di apnea: si valuta deconnettendo il soggetto dal respiratore meccanico. L'assenza di respiro provoca una diminuzione del pH ematico che di norma, tramite riflesso bulbare, innesca una prolungata inspirazione involontaria. Perché la prova sia valida non deve esserci alcun riflesso ed il pH sanguigno deve essere minore di 7,4 e la pressione parziale di anidride carbonica maggiore di 60 mmHg (valutati tramite emogasanalisi).
- Rilevazione dei riflessi dei nervi cranici, che devono essere tutti assenti.

Qualora tutti e tre i passaggi diano un esito negativo (assenza di attività elettrica cerebrale, fallimento della prova di apnea ed assenza di riflessi dei nervi cranici) si può parlare di morte cerebrale; si è quindi autorizzati all'interruzione delle cure ed in caso di consenso al prelievo di organi.
Tenuto conto di queste considerazioni, un neonato anencefalo, pur se privo di emisferi cerebrali, è dotato di capacità giuridica, poiché è capace di respirare, deglutire e così via. In questo caso la morte, pur se imminente ed inevitabile, non dovrà essere accelerata (si risponderà in questo caso di omicidio), né artificialmente procrastinata (accanimento terapeutico).

## L'accertamento di morte
In caso di morte in un'azienda ospedaliera, le attuali direttive prevedono che si effettui un elettrocardiogramma per 20 minuti consecutivi, nel quale non si deve registrare alcuna attività cardiaca.
Nel caso si sospetti la morte cerebrale, la Direzione Medica ospedaliera convoca un Collegio composto da
- un medico legale o, in mancanza, da un medico della Direzione Sanitaria o da un anatomopatologo.
- un medico anestesista-rianimatore.
- un medico neurofisiopatologo o, in mancanza, da un neurologo o da un neurochirurgo esperto in elettroencefalografia.

È stabilito che il periodo di osservazione non può iniziare prima di 24 ore dall'insulto anossico.
La durata dell'osservazione, ai sensi del DM 11 aprile 2008 che aggiorna il precedente DM 582/1994, dev'essere non inferiore alle sei ore.
Il Collegio deve valutare la simultaneità delle condizioni cliniche e strumentali di morte per almeno due volte, all'inizio e alla fine di tali periodi di osservazione. Solo la verifica di assenza del flusso ematico può non essere ripetuta.
Il Regolamento di Polizia Mortuaria DPR nº 285/90 del 10 settembre 1990 prevede che venga rispettato il periodo di osservazione fino alla comparsa di fenomeni tanatologici certi. Questo al fine di scongiurare il pericolo di inumare persone in stato di morte apparente.
Nel caso della presenza di un Collegio la certificazione di morte compete al medico legale (o chi è stato designato a sostituirlo), nella sua qualità di medico necroscopo.
In caso la morte sia avvenuta al di fuori di un Ospedale, il Regolamento di Polizia Mortuaria prevede che la visita del medico necroscopo debba essere sempre effettuata non prima di 15 ore dal decesso, salvo i casi particolari già descritti (devastazione, morte infettiva), e comunque non oltre le 30 ore.

## Certificato di morte
Occorre distinguere:

Certificato di morte dell'astronomo Jean-Louis Pons redatto dal curato della chiesa di San Felice in Piazza, a Firenze, il 6 ottobre 1883.

- Certificato di constatazione del decesso: richiesto a qualsiasi medico che abbia prestato assistenza al morente o che sia intervenuto a decesso appena verificato. Attesta quali siano le cause immediate, laddove esse siano riconoscibili, del loro verificarsi, e delle eventuali terapie praticate.
- Denuncia delle cause di morte: è obbligatoria solo per chi realmente conosce la concatenazione causale degli eventi che hanno condotto alla morte il soggetto. In generale è obbligo del medico curante o del necroscopo. Deve essere fatto entro le 24 ore.
- Referto: in caso di certa o sospetta morte violenta. In questo caso il medico metterà la salma a disposizione dell'Autorità Giudiziaria.
- Certificato necroscopico: attesta la realtà della morte dopo la 15ª, e prima della 30ª, ora di osservazione del cadavere o da ECG continuo per 20 minuti.

In caso di persona sconosciuta, il procuratore della Repubblica cui perviene il referto, ordina che il cadavere sia esposto nel luogo pubblico a ciò designato e, all'occorrenza, fotografato.
La sepoltura, in questo caso, non può mai essere eseguita senza l'ordine del Procuratore.